# Repostero de camas
Los reposteros de camas eran servidores de la casa real que se dedicaban a mullir los colchones y guardar la puerta de la antecámara. Entoldaban la cámara donde dormían, hacían la cama y guardaban la puerta más próxima a la persona. 
El oficio de los reposteros de camas era muy preeminente, honrado y provechoso en la casa real y no se solía dar sino a hidalgos y personas calificadas y de mucha confianza. Por el lugar que tenían siempre los reposteros de camas, desde que se levantaba el miembro de la casa real hasta que se acostaba, estaban cerca y a la vista de la persona real. De estos reposteros solía ser uno de ellos aposentador de palacio y con salario particular por ello, además del que tenía por repostero de camas.
Tomaban los reposteros de camas la puerta de la cámara por la mañana, de mano de los monteros de Espinosa que habían hecho su guardia por la noche. Estos reposteros se la devolvían la noche siguiente a los mismos monteros cuando el camarero salía y dejaba en la cámara al príncipe. Y aunque estos reposteros guardaban continuamente la puerta por mejor hacer su oficio o por ver la cara al príncipe o por sus propios intereses e inteligencias y vacaciones, los dos eran diputados entre sí cada día por su orden y tanda para la guarda a la que no podían faltar. Se les daban por la noche sendas velas de cera.
Con estos reposteros de camas enviaba el príncipe muchos mandados públicos y secretos como era servido, en la corte o fuera de ella, por ser hombres de crédito y de mucha confianza, entre los cuales siempre había alguno de gentiles habilidades, discretos, honestos y de buenas costumbres.